# Slawistik
Die Slawistik oder slawische Philologie (auch Slavistik bzw. slavische Philologie) ist die Wissenschaft von den slawischen Sprachen und Literaturen. Sie gliedert sich also in Sprach- und Literaturwissenschaft.
Innerhalb der Slawistik unterscheidet man zwischen den ostslawischen, westslawischen und südslawischen Sprachen, Literaturen und Kulturen. Nach den behandelten Sprachen lässt sich die Slawistik weiter gliedern in Belorussistik, Bohemistik, Bulgaristik, Kaschubologie/Pomoranistik, Kroatistik, Makedonistik, Polonistik, Russistik, Serbistik, Serbokroatistik, Slowakistik, Slowenistik, Sorabistik und Ukrainistik. Außerdem werden für die Erforschung des Altkirchenslawischen und des Urslawischen bisweilen Ausdrücke wie Altslawistik, Paläoslawistik oder Kirchenslawistik gebraucht.
Der Dachverband der weltweiten Slawistik ist das Internationale Slawistenkomitee, das fünfjährlich den alle Fachgebiete umfassenden Internationalen Slawistenkongress durchführt. Der deutsche Dachverband ist der Verband der deutschen Slavistik, der dreijährlich den Deutschen Slavistentag veranstaltet, in Österreich gibt es die  Österreichische Gesellschaft für Slawistik (OeGSl) und in der Schweiz die Schweizerische Akademische Gesellschaft für Osteuropawissenschaften.
Einen umfassenden Überblick über die Sprachen, ihre Klassifikation, geographische Verbreitung und Sprecherzahlen bietet der Artikel Slawische Sprachen.
Wichtige Teilgebiete des Studienfaches Slawistik sind neben der Sprachausbildung die slawische Sprachwissenschaft (Linguistik), die slawische Literaturwissenschaft sowie in neuerer Zeit auch die slawische Kulturwissenschaft und Medienwissenschaft.

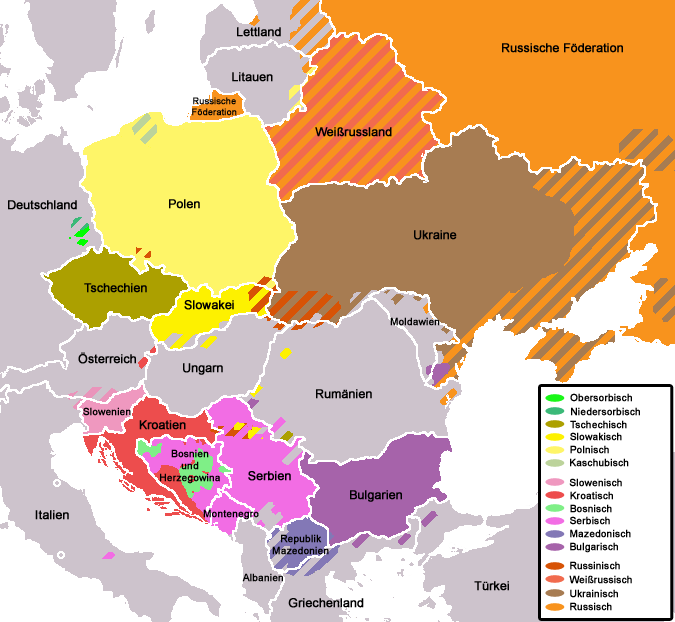
Die slawischen Sprachen

## Die slawische Sprachwissenschaft
Die slawische Sprachwissenschaft erforscht, dokumentiert und vermittelt die Entwicklung der slawischen Sprachen von den Anfängen bis zur Gegenwart. Zu den sprachwissenschaftlichen Untersuchungsbereichen der Slawistik gehören die üblichen linguistischen Teildisziplinen, wie Phonetik, Phonologie, Morphologie, Syntax, Semantik (Wort- und Satzbedeutungslehre), Pragmatik, Etymologie, Dialektologie, Historische Linguistik und Soziolinguistik.
Die slawistische Sprachwissenschaft dient den sprachhistorischen, sprachgeographischen und sprachkulturellen Studien der slawischen Völker. Dabei berücksichtigt werden nicht nur wechselseitige sprachliche Einflüsse der Slawen untereinander, sondern auch Wechselwirkungen mit den benachbarten nichtslawischen Völker- und Sprachgruppen (z. B. romanische oder germanische Sprachen).
Zum Gegenstandsbereich der Slawistik gehören neben den heute gesprochenen auch die ausgestorbenen slawischen Sprachen, wie z. B. Altkirchenslawisch, Kirchenslawisch, Slowinzisch und das Polabische.

## Slawische Literaturwissenschaft
Die slawische Literaturwissenschaft ist die wissenschaftliche Beschäftigung mit den slawischen Literaturen. Sie setzt sich im Wesentlichen aus den Teilgebieten Literaturgeschichte, Literaturtheorie, Literaturinterpretation und Literaturkritik zusammen und gliedert sich nach inhaltlichen Kategorien wie Gattungen beziehungsweise Formen, Stoffen, Motiven; historischen Epochen und Autoren. Weitere Gebiete bilden die Wirkungsgeschichte und Rezeptionsgeschichte.
Es gibt einen engeren und einen weiteren Literaturbegriff. Im weiteren Literaturbegriff wird alles Geschriebene zur Literatur gezählt und im engeren nur die fiktionale Literatur. Die Literaturwissenschaft beschäftigt sich also damit, wie man Literatur definiert bzw. was genau Literatur ist und versucht Kriterien dafür aufzustellen. Dies hängt auch von verschiedenen gesellschaftlichen Konventionen ab. Die Literatur  ist auch mehrdeutig und ein Prozess. Unter anderem   untersuchen Literaturwissenschaftler sowohl den Kontext, als auch das Verhältnis zwischen Autor, Text und Leser (Die Rolle des Lesers).  Die Literatur ist in die drei Hauptgattungen Lyrik, Prosa und Dramatik unterteilt, die in der Literaturwissenschaft bearbeitet und  analysiert werden.
Die deutschsprachige, slawistische Literaturwissenschaft hat sich, wie die Literaturwissenschaft im Allgemeinen, zunehmend neueren theoretischen Feldern wie den Gender Studies und der Postkolonialen Kritik geöffnet. Die slawische Literaturwissenschaft hat in der literaturwissenschaftlichen Theorieentwicklung eine prominente Rolle gespielt: siehe dazu insbesondere Russischer Formalismus, Strukturalismus, Poststrukturalismus.
Zu den meisterforschten Bereichen der slawischen Literaturwissenschaft im deutschsprachigen Raum gehören die russische, polnische, tschechische, kroatische und die serbische Literatur. Die Literaturen anderer slawischer Völker sind dagegen erst in den letzten Jahren in das Blickfeld der deutschen Forschung gelangt.

## Slawische Kulturwissenschaft
„Die Kultur kann in ihrem weitesten Sinne als die Gesamtheit der einzigartigen geistigen, materiellen, intellektuellen und emotionalen Aspekte angesehen werden, die eine Gesellschaft oder eine soziale Gruppe kennzeichnen. Dies schließt nicht nur Kunst und Literatur ein, sondern auch Lebensformen, die Grundrechte des Menschen, Wertsysteme, Traditionen und Glaubensrichtungen.“ (UNESCO-Konferenzberichte Nr. 5, München 1983, S. 121.)
Die slawische Kulturwissenschaft ist die wissenschaftliche Beschäftigung mit den slawischen Kulturen. Sie stellt ein interdisziplinäres Fach dar und vereinigt kulturelle Aspekte der Kunstwissenschaft, Literaturwissenschaft, Medienwissenschaft, Sprachwissenschaft, Ethnologie, Philosophie, Theologie, Psychologie und Soziologie.
Die slawische Kulturwissenschaft wurde besonders durch die semiotische Theorie von Juri Lotman geprägt. Ausgehend von den Arbeiten der russischen Formalisten entwickelte Lotman eine kulturwissenschaftlich orientierte Semiotik (Lehre von Zeichen). Neben natürlichen Zeichen (wie Symptome, Anzeichen und Phänomenen), welche über keine Zwecksetzung verfügen, gibt es kulturelle Zeichen, die für die Menschen durch Codes (Konventionen) kenntlich gemacht werden und eine kommunikative Funktion besitzen (z. B. Verkehrszeichen, Kopfnicken).
Lotman, welcher nicht nur in der Literaturwissenschaft Bedeutung erlangte, indem für ihn nicht die zeitliche Struktur der Erzählung, sondern jene räumliche im Vordergrund stand, prägte den Begriff der Semiosphäre:
„Eine Semiosphäre ist ein semiotischer Raum, die Gesamtheit aller Zeichenbenutzer, Texte und Codes einer Kultur, sie ist ein semiotisches Kontinuum angefüllt mit semiotischen Gebilden allen Typs.“
Im Inneren der Semiosphäre sind Codes, Texte und Zeichenbenutzer aufeinander abgestimmt. Da sich eine Semiosphäre nur über eine fremde Semiosphäre definiert, gibt es Grenzpunkte, welche einen wichtigen funktionellen und strukturellen Ort darstellen, an welchem Übersetzungsprozesse stattfinden, durch welche neue Codes entstehen.
Überträgt man diesen Mechanismus auf den Entstehungsprozess von Sprachen, ergibt sich folgendes Beispiel: Stellt man sich eine Sprache als eine Semiosphäre vor, welche in Kontakt zu einer anderen tritt, entsteht eine neue Sprache, die aus Elementen der jeweiligen Sprachen besteht (z. B. Spanglisch).
Juri Lotman leistete mit seinem Modell  einen entscheidenden Beitrag zur semiotischen Kulturtheorie und war Mitbegründer der Tartuer-Moskauer Schule.
Die Mitglieder der Tartuer-Moskauer Schule wandten sich bewusst gegen eine ideologisierte Wissenschaft. Ihr Ansatz bestand und besteht noch heute darin, anhand von Zeichen (seien sie sprachlicher Natur oder nicht) eine tiefergehende, interdisziplinäre Analyse von Kultur durchführen zu können. Zum Verständnis kultureller Begebenheiten und Prozesse seien Verfahren aus verschiedensten Disziplinen notwendig wie der Ethnologie, Soziologie, Anthropologie, Linguistik oder Psychologie. Die Schwierigkeiten eines solch breiten Ansatzpunktes zu überwinden, gehört noch heute zu den Zielen der Semiotik-Institute in Estland und Russland.

## Forschung und Lehre
Im deutschsprachigen Raum hat das Fach eine reiche Tradition und ist folgendermaßen an Universitäten vertreten:

### Deutschland
In Deutschland gibt es ca. 100 Lehrstühle für Slawistik an 39 Instituten, an denen insgesamt rund 12 000 Studierende für slawistische Studiengänge eingeschrieben sind:
In Baden-Württemberg ist Slawistik an den Universitäten Freiburg (2 slawistische Lehrstühle), Heidelberg (2 Lehrstühle), Konstanz (2) und Tübingen (3) vertreten, während die Slawistik in Mannheim (0) gestrichen ist.
In Bayern werden slawistische Studien an den Universitäten Bamberg (3), München (3), Passau (1), Regensburg (4) und Würzburg (2) betrieben; die Slawistik in Erlangen (0) wurde gestrichen.
In Berlin wurde nach der Wiedervereinigung die Slawistik der Freien Universität (1) an die Humboldt-Universität (9) verlegt, wo der älteste Lehrstuhl auf dem Territorium der Bundesrepublik (Berufung Vatroslav Jagićs 1874) und heute die größte Slawistik in Deutschland besteht.
In Brandenburg gibt es eine Vollslawistik in Potsdam (3) sowie Polonistik an der Frankfurter Viadrina (2) und in Cottbus (niedersorbisch Chóśebuz) die niedersorbische Abteilung des im sächsischen Bautzen angesiedelten Sorbischen Instituts.
An der Universität Bremen (2) wird ein slawistischer Masterstudiengang in Kooperation mit der Universität Oldenburg angeboten.
Eine Vollslawistik gibt es hingegen an der Universität (4) in Hamburg.
In Hessen wurden alle Slawistiken in Gießen (4) konzentriert und dafür die traditionsreiche Slawistik in Marburg sowie diejenige in Frankfurt aufgegeben.
In Mecklenburg-Vorpommern gibt es Slawistiken nur noch in Greifswald (3), die Slawistik in Rostock wurde gestrichen.
In Niedersachsen wird Slawistik an den Universitäten Göttingen (2) und Oldenburg (2) gelehrt.
Von den ehemals fünf Slawistiken in Nordrhein-Westfalen ist für Bielefeld (0) und Bonn (1) die Auflösung beschlossen, während diejenigen in Bochum (3), Köln (2) und Münster (1) weitergeführt werden.
Rheinland-Pfalz bietet Slawistik in Mainz (6) und Trier (2) an. An der Universität des Saarlandes gibt es 1 slawistischen Lehrstuhl.
Das Land Sachsen verfügt in Leipzig (9) über die zweitgrößte Slawistik Deutschlands und das weltweit einzige Institut für Sorabistik sowie außerdem neben der Slawistik in Dresden (3) über ein eigenständiges Sorbisches Institut (1) in Bautzen (obersorbisch Budyšin) mit einer niedersorbischen Abteilung im brandenburgischen Cottbus.
In Sachsen-Anhalt wird Slawistik in Halle (3) und Magdeburg (3) gelehrt.
In Schleswig-Holstein gibt es Slawistik in Kiel (2), in Thüringen in Erfurt (1) und Jena (3).
Seit Februar 2020 wird die Slawistik in der deutschen Hochschulpolitik nicht mehr als Kleines Fach eingestuft. Eine Übersicht über die Fachstandorte und die Entwicklung der Zahl der Professuren geben Daten der Arbeitsstelle Kleine Fächer.

### Österreich
In Österreich gibt es sechs slawistische Institute, davon zwei in Wien (an der Universität Wien und an der Wirtschaftsuniversität) sowie weitere in Graz, Salzburg, Innsbruck und Klagenfurt.
Das Institut für Slawistik der Universität Wien ist das weltweit älteste und mithin größte slawistische Institut. Hier war schon mit 7. Oktober 1775 der Unterricht der tschechischen Sprache eingeführt und damit die weltweit älteste universitäre Bohemistik begründet worden. Als erster Professor wirkte hier Josef Valentin Zlobický (1743–1810) aus Velehrad. Er war es auch, der den weltweit ersten Entwurf eines Studiums aller slawischen Sprachen ausgearbeitet und die Einrichtung eines Instituts für Slawistik eingefordert hatte. 
1849 wurde das Wiener Institut für slawische Philologie und Altertumskunde schließlich offiziell eingerichtet. Die Universität Wien verfügt damit auch über die weltweit älteste universitäre Slawistik. Erster Lehrstuhlinhaber war Franz von Miklosich (1813–1891) aus Pichelberg (slowenisch: Radomerščak) bei Luttenberg in der Steiermark.
Das Wiener Institut konnte sich (auch wegen seines Standortes in der Hauptstadt der Habsburgermonarchie) als slawistisches Forschungszentrum dauerhaft etablieren. Folgende Forschungsschwerpunkte sind hier verankert:
- Sprach-, Literatur- und Kulturkontaktforschung
- Kontakt- und Soziolinguistik
- Slawische Dialektologie einschließlich Burgenlandkroatisch und Slowenisch in Kärnten
- Slawische Literaturen im Vergleich und in ihrem Bezug zur deutschsprachigen Literatur
- Slawische Mediävistik (frühmittelalterliches Slawisch inklusive Urslawisch)
- Slawisches Substrat in Österreich
- Vergleichende slawische Sprachwissenschaft
- Geschichte der slawischen Schriftsprachen

Dieses Institut genießt hohes internationales Ansehen und forscht auch in Fachgebieten, die andernorts unterrepräsentiert sind, wie die Bohemistik, Bulgaristik, Paläoslawistik, Slowakistik oder die Ukrainistik.
An der Universität Graz bietet das slawistische Institut die Sprachen Russisch, Bosnisch-Kroatisch-Serbisch und Slowenisch an. Zudem gibt es regelmäßig Sprachkurse in Polnisch, Tschechisch und Bulgarisch. Es setzt dabei Forschungsakzente im Bereich der Fachdidaktik und Sprachausbildung, der Literatur- und Kulturwissenschaft, der slawistischen Sprachwissenschaft sowie der experimentellen und formalen Linguistik.
Der profilbildende Schwerpunkt des Instituts für Slawistik an der Universität Innsbruck umfasst die historische Sprachwissenschaft und das ältere slawische Schrifttum (Editorik), die slawischen Gegenwartssprachen, die russische Literatur und Kultur vom 18. bis zum 21. Jahrhundert einschließlich ihrer medialen Vermittlung, den russischen Film sowie die südslawischen Literaturen und Kulturen.
Das slawistische Institut in Klagenfurt hat sich auf die Sprachen Russisch, Bosnisch-Kroatisch-Serbisch und Slowenisch spezialisiert. Durch den Bezug zu Slowenien, gibt es an diesem Institut viele Projekte, wie z. B. die Zusammenarbeit mit slowenischen Verlagen, Zeitungen, Kulturvereinen, Schülerheimen und der slowenischen Redaktion beim ORF. Bei der russischen Sprache liegen die Schwerpunkte in der Lehre und Forschung in der russischen Literatur des 19. und 20. Jahrhunderts sowie in der modernen russistischen Linguistik. Die Forschungen der Institutsmitglieder umspannen alle Bereiche der Philologie. Es wird die Sprachgeschichte, die moderne Grammatik und die Literatur von der ältesten bis in die neueste Zeit untersucht. Ein besonderes Anliegen ist dem Institut die Beschäftigung mit der Sprache und Literatur der Kärntner Slowenen, aber auch der Burgenlandkroaten. Aus dieser Tätigkeit sind dialektologische und volkskundliche Arbeiten, Studien zur sprachlichen Interferenz sowie Übersetzungen entstanden.
Das slawistische Institut in Salzburg legt die Forschungsschwerpunkte im Bereich der Literaturwissenschaft auf:
- alte russische Literatur
- auto(bio)graphisches Schreiben
- Avantgarden Osteuropas
- Emigrations- und Migrationsliteratur
- Erinnerungs- und Gedächtniskultur
- Gender Studies
- Literatur der Shoah

Im Bereich der Linguistik liegen die Schwerpunkte in der synchronen Beschreibung der ost- und westslawischen Sprachen (v. a. Morphologie, Morphosyntax, Syntax und Semantik), der Sprachgeschichte sowie der Sprachkontaktforschung. Die Kulturwissenschaft forscht zu kulturellen Beziehungen in Musik, Kunst und Literatur, zu Kultur- und Sprachenpolitik in Bezug mit der Linguistik sowie in Korrespondenz mit der Literaturwissenschaft auf dem Gebiet der Postcolonial Studies und der Intermedialität.
Das Institut für Slawische Sprachen an der Wirtschaftsuniversität Wien ist Teil des Departments für Fremdsprachliche Wirtschaftskommunikation. Die thematischen Schwerpunkte und Forschungsfragen orientieren sich am Sprachgebrauch in der Wirtschaft mit all ihren Facetten. Theorie und Methodik sind in der angewandten Linguistik, der Spracherwerbsforschung, den Einzelphilologien sowie den Kultur-, Sozial- und Wirtschaftswissenschaften verankert.

### Schweiz
In der Schweiz gibt es drei deutschsprachige Institute für Slawistik in Basel, Bern und Zürich, ein zweisprachig deutsch-französisches in Freiburg sowie zwei französischsprachige in Lausanne und Genf.

## Bekannte Slawisten

### In der slawistischen Forschung und Lehre
- Rudolf Aitzetmüller
- Tilman Berger
- Aleksander Brückner
- Josef Dobrovský
- Dietrich Freydank
- Frank Göbler
- Bernhard Gröschel
- Rainer Grübel
- Peter Grzybek
- Hans Günther
- Andreas Guski
- Christian Hannick
- Aage A. Hansen-Löve
- Johann Gottlieb Hauptmann
- Georg Holzer
- Vatroslav Jagić
- Vuk Stefanović Karadžić
- Radoslav Katičić
- Karlheinz Kasper
- Sebastian Kempgen
- Jernej Kopitar
- Snježana Kordić
- Renate Lachmann
- Wladimir Iwanowitsch Lamanski
- Volkmar Lehmann
- Fritz Mierau
- Jooseppi Julius Mikkola
- Franc Miklošič
- Ludolf Müller
- Stefan Michael Newerkla
- Jiří Polívka
- Jochen Raecke
- Ludwig Richter
- Linda Sadnik
- Sylvia Sasse
- Pavel Jozef Šafárik
- Ulrich Schmid
- Wolf Schmid
- Hildegard Spraul
- Jurij Striedter
- Dmitrij Tschižewskij
- Max Vasmer
- Walter Wenzel
- Erich Berneker

### In anderen Wissenschaften bekannt gewordene Slawisten
- Jan Baudouin de Courtenay (Linguist, Phonologe; Warschau, Prag, Jena, Berlin, Leipzig und St. Petersburg)
- Theodor Berchem (Romanist, Präsident des DAAD; Genf, Köln und Paris)
- Alois Bulitta (Volkswirt, Schulrat, Sachbuchautor)
- Winfried Garscha (Historiker)
- Helmut Glück (Sprachwissenschaftler; Tübingen und Bochum)
- Rudolf Grulich (Theologe und Kirchenhistoriker)
- Paul Hacker (Indologe; Bonn, Heidelberg, Frankfurt am Main und Berlin)
- Roman Jakobson (Linguist und Semiotiker)
- Basil Kerski (Politikwissenschaftler und Herausgeber)
- Leopold Kretzenbacher (Volkskundler)
- August Leskien (Indogermanist)
- Yakov Malkiel (Sprachwissenschaftler)
- Karl Heinrich Menges (Slavist, Turkologe, Tungusologe, Altaist, Dravidologe und Nostratist)
- Jan Mukařovský (Literaturwissenschaftler, Semiotiker)
- Wolf Oschlies (Politikwissenschaftler)
- Erhard Peschke (Theologe und Kirchengeschichtler)
- Klaus Roth (Volkskundler)
- August Schleicher (Sprachwissenschaftler, Erfinder der Stammbaumtheorie)
- Karl Schlögel (Historiker)
- Johannes Schmidt (Sprachwissenschaftler, Erfinder der Wellentheorie)
- Nikolai Sergejewitsch Trubetzkoy (Begründer der Phonologie)
- Jürgen Udolph (Namenforscher; Göttingen und Heidelberg)
- Boris Uspenski (Semiotiker)

### Bibliothekare und Archivare
- Franz Gosch (Bibliotheksdirektor; Graz)
- Walter Huder (Literatur- und Theaterwissenschaftler, Archivleiter; FU Berlin)

### Übersetzer
- Barbara Antkowiak (Übersetzerin serbokroatischer und bulgarischer Literatur; Universität Leipzig)
- Henryk Bereska (Übersetzer polnischer Literatur; HU Berlin)
- Esther Kinsky (Übersetzerin polnischer, russischer und englischer Literatur; Universität Bonn)
- Ilma Rakusa (Übersetzerin serbokroatischer, russischer und slowenischer Literatur; Universität Zürich)
- Norbert Randow (Übersetzer bulgarischer, russischer, altkirchenslawischer und belarussischer Literatur; HU Berlin)
- Eckhard Thiele (Übersetzer russischer, polnischer, tschechischer und slowakischer Literatur; Universität Leipzig)
- Peter Urban (Übersetzer russischer, polnischer, serbokroatischer Literatur; Würzburg und Belgrad)
- Christa Vogel (Übersetzerin polnischer und russischer Literatur; FU Berlin)

### Schriftsteller
- Ivo Andrić (jugoslawischer Literatur-Nobelpreisträger, Diplomat und Politiker; Zagreb, Wien, Krakau und Graz)
- Martina Dierks (deutsche Lyrikerin und Kinder- und Jugendbuchautorin)
- Peer Hultberg (dänischer Romanautor und Psychoanalytiker)
- Felix Philipp Ingold (Schweizer Lyriker und Übersetzer; Basel und Paris)
- Christoph Keller (Schweizer Prosa- und Dramenautor und Übersetzer; Genf und Konstanz)
- Traci Lambrecht (US-amerikanische Krimiautorin; Northfield/Minnesota)
- Kito Lorenc (sorbisch-deutscher Lyriker; Leipzig)
- Anne McCaffrey (US-amerikanische Science-Fiction-Autorin; Radcliffe)
- Stefanie Menzinger (deutsche Prosaautorin; Mainz, Wien, Frankfurt am Main und Moskau)
- Janko Messner (österreichisch-slowenischer Schriftsteller; Ljubljana)
- Georg J. Morava (tschechisch-österreichischer Autor; Innsbruck)
- Petra Morsbach (deutsche Romanautorin; München und Leningrad)
- Marion Poschmann (deutsche Lyrikerin; Bonn und FU Berlin)
- Ilma Rakusa (Schweizer Schriftstellerin und Übersetzerin; Zürich, Paris und St. Petersburg)
- Magdalena Sadlon (österreichisch-slowakische Schauspielerin und Schriftstellerin; Wien)
- Cordula Simon (österreichische Schriftstellerin; Graz und Odessa)
- Marlene Streeruwitz (österreichische Prosa- und Theaterautorin und Regisseurin; Wien)
- Anja Utler (deutsche Lyrikerin; Regensburg)
- Johannes Urzidil (österreichisch-tschechoslowakischer Schriftsteller; Prag)
- Waldemar Weber (russlanddeutscher Schriftsteller und Übersetzer; Moskau)

### Künstler
- Daniela Kletzke (deutsche Hörspielregisseurin)
- František Pavlíček (tschechischer Dramaturg und Drehbuchautor; Prag)
- Arthur Ernst Rutra (österreichischer expressionistischer Dramatiker, Schriftsteller und Journalist; Wien)
- Barbara Schurz (österreichische „revolutionäre Aktivistin“; Wien)

### Journalisten und Publizisten
- Klaus Bednarz (ehem. ARD-Auslandskorrespondent, Tagesthemen- und Monitor-Moderator; Hamburg, Wien und Moskau)
- Gesine Dornblüth (Hörfunk- und Fernsehjournalistin, ARD-Reporterin)
- Johannes Grotzky (ehem. ARD-Auslandskorrespondent, BR-Hörfunkdirektor; München und Zagreb)
- Petra Gerster (Sprecherin der heute-Nachrichten; Konstanz)
- Katja Gloger (Korrespondentin des Sterns; Hamburg)
- Hanswilhelm Haefs (Publizist, Übersetzer und Autor; Bonn, Zagreb und Madrid)
- Gabriele Krone-Schmalz (ehem. ARD-Auslandskorrespondentin und Moderatorin des Kulturweltspiegels)
- Barbara Lehmann (freie Autorin, Übersetzerin; Köln)
- Doris Liebermann (freie Autorin für Funk, Fernsehen und Printmedien; FU Berlin)
- Caren Miosga (Tagesthemen-Moderatorin; Hamburg)
- Friedrich Orter (ORF-Auslandskorrespondent; Wien)
- Gemma Pörzgen (freie Autorin; München)
- Martin Pollack (ehem. Auslandskorrespondent des Spiegels; Wien, Warschau u. a.)
- Ina Ruck (ARD-Auslandskorrespondentin; Münster sowie Moskau, Wien und Oxford)
- Thomas Urban (Korrespondent der Süddeutschen Zeitung und Buchautor; Köln und Moskau)
- Sonja Zekri (Feuilletonchefin der Süddeutschen Zeitung)

### Diplomaten
- Patricia Flor (ehem. deutsche Botschafterin in Georgien)
- Andreas Meyer-Landrut (ehem. Botschafter, Staatssekretär und Leiter des Bundespräsidialamtes; Göttingen)
- Lujo Tončić-Sorinj (ehem. österreichischer Außenminister und Generalsekretär des Europarats; Wien und Zagreb)
- Gebhardt Weiss (deutscher Botschafter in Kasachstan; Bonn)

### Politiker
- Sherrod Brown (demokratischer Senator aus Ohio; Yale)
- Barbara Brüning (SPD-Abgeordnete in der Hamburger Bürgerschaft und Philosophin; Hamburg)
- Ulrich Commerçon (stellvertretender SPD-Fraktionsvorsitzender im saarländischen Landtag; Saarbrücken)
- Jim Douglas (republikanischer Gouverneur von Vermont; Middlebury)
- Hinrich Enderlein (ehem. Wissenschaftsminister in Brandenburg, FDP; Marburg und Tübingen)
- Gernot Erler (ehem. Staatsminister im deutschen Außenministerium, SPD; FU Berlin und Freiburg)
- Uwe Harden (SPD-Landtagsabgeordneter in Niedersachsen, Verleger und Journalist; Göttingen und Hamburg)
- Karin Jöns (SPD-Europaabgeordnete aus Bremen; Mannheim)
- Katja Kipping (stellvertretende Vorsitzende der Linken und Bundestagsabgeordnete; Dresden)
- Christine Lucyga (ehem. SPD-Volkskammer- und -Bundestagsabgeordnete; Rostock)
- Cornelia Pieper (ehem. Staatsministerin im deutschen Außenministerium und stellvertretende FDP-Vorsitzende; Leipzig und Warschau)
- Gabriele Stauner (CSU-Europaabgeordnete und stellvertretende CSA-Vorsitzende; München)
- Johannes Strosche (ehem. GB/BHE-Abgeordneter im bayerischen Landtag und im Bundestag; Prag)
- Jürgen Weber (stellvertretender SPD-Fraktionsvorsitzender im schleswig-holsteinischen Landtag; Kiel)